# Gato Félix (série de televisão)
O Gato Félix é uma série de televisão com o personagem de desenho animado de mesmo nome.
Como Van Beuren, Joe Oriolo também fez Felix com uma personalidade voltada mais para as crianças, e introduziu agora mais elementos, tais como "A Bolsa Mágica", uma bolsa que pode assumir a forma e as características de qualquer coisa que Felix queira. Esses desenhos animados às vezes eram divididos em duas partes, porque quando Félix estava em perigo, o locutor dizia antes da conclusão do episódio: "O que vai acontecer com o Felix, no próximo e emocionante episódio das Aventuras do Gato Félix?"

## Dublagem

### Versão Americana
- Jack Mercer - Gato Félix e outros personagens

### Versão Brasileira
| Personagem  | Dublador (a)    | Dublador (a)             |
| Personagem  | BKS             | Sincrovídeo (redublagem) |
| ----------- | --------------- | ------------------------ |
| Gato Félix  | Márcia Gomes    | José Luiz Barbeito       |
| Poindexter  | Jorge Guarnieri | José Luiz Barbeito       |
| Professor   | ?               | Jomeri Pozzoli           |
| Rock Bottom | Felipe Di Nardo | Waldyr Sant'anna         |
| Locutor     | ?               | Sérgio Luiz              |

## Personagens
Gato Félix
Félix é um gato preto que carrega uma bolsa Mágica. Não importa qual seja a situação, ele quase sempre acaba dizendo "É isso aí", e rindo no final.
O Professor
Arqui-inimigo do Félix e, na maioria das aparições, está sempre tentando capturar a bolsa mágica. Ele tem um muito divertido problema de fala e é bastante excêntrico. Ele é retratado como um cientista louco, muito inteligente, mas muito obcecado. Tenta muitos truques como o uso de suas invenções e muitos disfarces para obter a bolsa de Felix, mas sempre acaba falhando no final.
Poindexter
Jovem nerd e sobrinho do Professor. Ele é retratado como um estereótipo do cientista; ele é muito inteligente e sempre se veste de óculos, jaleco, e um capelo. Um botão no peito do seu jaleco atua como um controle para qualquer dispositivo que o enredo pede. Apesar do Professor ser seu tio, ele é também um dos melhores amigos de Félix. Sempre que ele fala com Félix, ele se refere a ele como "Sr. Félix".
Martin, o Marciano
O bom marciano que sempre ajuda Félix e seus amigos sempre que estão em um perigo espacial.
Vavoom
Um pequeno, modesto e simpático esquimó, cujo, sua única vocalização é (literalmente) o mundo tremer ao gritar seu próprio nome "VAVOOM!" (mas que é impotente se manter a boca fechada). Ele apareceu pela primeira vez em "A Fenda na Represa".

## Música-tema
O programa também é lembrado pela sua distinta música-tema. Ela foi escrita por Winston Sharples e executada na década de 1950 pela cantora Ann Bennett.